# 尹任先
尹任先（Ernest Yin，1887年1月19日—1964年），湖南省攸縣人，是一位中国基督徒。

## 生平
1887年1月19日，出生在湖南省攸县一个富有的乡绅家庭，父亲是清朝官员，曾在江西省办过教案，对基督教不怀好感。
1913年，赴美留学，就读于俄亥俄州克利夫兰市西储大学（Western Reserve University）和马萨诸塞州剑桥市哈佛大学。1919年回国，担任表兄聂云台新办的大中华纱厂副总经理。1924年破产。此后又北上天津，创办西北实业股份有限公司，1930年歇业。
1924年，尹任先受表兄聂云台影响，以及听丁立美牧师讲道，在南京长老会受洗加入基督教。同年8月6日与丁立美牧师之女丁素筠（Faith）在青岛结婚。
1931年，由于哈佛校友、财政部长宋子文的推荐，尹任先转入政界，任职于山东印花烟酒税局工作，长驻烟台，家眷则定居济南。8月31日，尹任先5岁的长子大卫突然夭折，9月1日，齐鲁大学医学院的单大夫（Dr.Thornton Stearns）帮助尹任先得到重生的经历。 
1932年，调往河南郑州、开封任职。1933年2月5日，尹任先开始每星期日在开封家中客厅设立家庭礼拜，中国自立教会丁宝玺牧师讲道，带领祷告读经，人数多达四五百人，河南省主席商震等高级官员也因而成为基督徒。1935年8月14日，在江西庐山清澈的溪流中，尹任先夫妇接受王明道为他们二人受浸。而同时由于他使河南省的财政实现盈余而受到国民政府的明令褒奖。　1936年8月12日，尹任先得到商震以及蒋中正的首肯，在郑州将私营福记公司抵押在河南农工银行的三万三千零七十四两烟土全部焚毁。　
　　　　　　　　
1937年2月，调任湖南财政厅长。1938年11月12日长沙发生文夕大火，全城十之八九被毁，死了二千余人，18日省主席张治中受到处罚，这时尹任先负责赈灾，并且带领张治中成为一名热心的基督徒。
1939年张治中内调中央后，尹任先也调往重庆，担任花纱布管制局局长、财政部公债司司长。他在重庆北郊成渝公路旁小镇山洞的住所开始了家庭聚会，附近海军、陆军学校的学员、军官常来他家中聚会。
1942年，模仿山东烟台的内地会子弟学校芝罘学校的模式，在内地会的支持下，在宅旁的山坡上动工兴建圣光学校，1943年2月初正式开学。这是一所中国基督徒自建自管的寄宿学校，尹任先自任校长，校董会由他、和张治中等政界人士组成。教员是由他特聘的华人基督徒。内地会也派出英籍教士姚如云（Gordon George Aldis，1905-1988）和一位加拿大教士协助。学生中政界子弟很多，多数来自非基督徒家庭。在圣光学校，平时的宗教教育主要是每天课前半小时的朝会。在重庆期间，尹任先又陆续邀请张怀德、赵君影、于力工、计志文、江守道、贾玉铭、倪柝声、王明道等许多中国著名基督徒领袖到圣光学校主领聚会。因而大部分学生陆续都成为基督徒，例如台湾师范学院著名教授邵遵澜等人。
日本投降后，由于校董和多数家长必须回到上海、南京等地，圣光学校也于1946年东迁苏州。
当一个为圣光高中毕业生开办基督教大学的方案在尹校长胸中渐趋成熟之际，国共内战使一切化为泡影。 解放后，圣光学校于1954年被合并接管。倪柝声、王明道等中国著名基督教牧师被人诬陷而含冤入狱。五十年代后期，尹任先病死于杭州家中。1972年倪柝声病死于上海市管理的安徽白茅岭监狱。